# Florijana Ismaili
Florijana Ismaili (ur. 1 stycznia 1995 w Aarberg, zm. 29 czerwca 2019 w Musso) – szwajcarska piłkarka grająca na pozycji ofensywnego pomocnika lub napastnika. W 2014 zadebiutowała w reprezentacji Szwajcarii. W latach 2011–2019 była zawodniczką Young Boys Berno, klubu występującego w najwyższej szwajcarskiej klasie rozgrywkowej kobiet – Nationalliga A.
29 czerwca Ismaili wskoczyła do wody z nadmuchiwanego pontonu, aby popływać po Lago di Como w pobliżu Musso, lecz nie wypłynęła już na powierzchnię. Akcja poszukiwawcza rozpoczęła się dzień później i trwała do 2 lipca. Służby ratunkowe zlokalizowały ciało zawodniczki i wydobyły je z głębokości 204 metrów.